# Cal Formiguera (Linyola)
Cal Formiguera és un monument del municipi de Linyola (Pla d'Urgell) inclòs en l'Inventari del Patrimoni Arquitectònic de Catalunya.

## Descripció
Al carrer Major de la vila de Linyola, prop de la casa de la vila i de l'església parroquial de Santa Maria, trobem una edificació de caràcter senyorial, la qual manté una organització similar a la que ofereix l'Ajuntament. De tal manera que es conforma unitàriament el conjunt de baixos d'aquests edificis coordinats gràcies a una galeria porticada amb arcades de mig punt sobre pilastres, que condueix fins a arribar a la plaça de l'església
L'edifici del número 3 del carrer Major s'ordena en dos pisos, el corresponent a la planta noble amb un total de tres obertures allindanades que donen accés a un balcó corregut. El que tanca el marc superior respecta la subdivisió imposada per les obertures dels primers, així permet foradar el mur per mitjà de tres noves obertures, més gran la central, corresponents a sengles balcons, que no obvien el sentit jerarquizat d'aquest tipus de façana, definint una profunditat i relleu poc acusats
El parament de carreus regulars de mida considerable és disposat amb cura, emmarcant de forma diferenciada, amb un motlluratge que imita un principi d'arc conopial, les obertures més notables, inscrites sobre el pòrtic, constituït per arcades de mig punt, una de les quals fa possible el pas d'un carrer per sota de l'edifici
Si bé la datació d'aquesta obra no ha estat determinada amb precisió, cal tenir en compte per suggerir una cronologia, algunes correspondències al nivell de la porxada amb els complexos més propers, en especial amb el palau dels barons de Linyola (l'actual Casa de la Vila), el qual seria bastit fonamentalment en els segles XVI-XVII, malgrat que l'edifici que ara ens ocupa pot reflectir intervencions posteriors.